# ستورمارن
ستورمارن (بالألمانية: Stormarn) هي rural district of Germany تقع في ألمانيا في شليسفيغ هولشتاين. يقدر عدد سكانها بـ 220,400 نسمة .